# Héctor Vela Valenzuela
Héctor Eduardo Vela Valenzuela (26 de mayo de 1958) es un ingeniero químico y político mexicano. Es desde el 15 de septiembre de 2022 el secretario general de Gobierno de Durango durante la gobernatura de Esteban Villegas Villareal.

## Reseña biográfica

### Comienzos
Ingeniero Industrial Químico por el Instituto Tecnológico de Durango. Cuenta con una maestría en administración pública por la Universidad del Valle de México, trabajó durante diez años en el ámbito de la educación tecnológica y en Durango fungió como Coordinador Estatal de Educación Tecnológica por más de 7 años.

### Servicio Público
Fue Secretario de Obras Públicas en el sexenio de Ángel Sergio Guerrero Mier (1998-2004), posteriormente regresó al área de educación durante el tiempo de Ismael Hernández Deras (2004-2010).
En 2004 fue elegido diputado local en el Congreso del Estado de Durango. Durante su gestión fue presidente de la Comisión de Ecología,  donde elaboró tres leyes: la Ley de Residuos Sólidos, la Ley de Aguas del Estado y la Ley de Protección de los no Fumadores.
Ha participado en cargos como Secretario técnico del Consejo Político, Presidente de la Fundación Colosio, dirigió el foro de profesionales y técnicos durante varios años.
Ha sido dos veces Secretario de Educación y Secretario General de Gobierno en el periodo gubernamental 2010-2016
En 2013 Fue nuevamene electo diputado local por el V distrito.
Actualmente se desempeña como Secretario General del Congreso del estado de Durango del 2018 a la Fecha 

### Iniciativa Privada Y Asociaciones a las que pertenece
Vicepresidente Nacional de la Asociación Mexicana de Ingenieros
Industriales.
Miembro del Colegio Nacional de Ingenieros Industriales.